# Wilhelm von Körber
Julius Wilhelm Körber, ab 1871 von Körber (* 2. Mai 1826 in Alvensleben; † 17. August 1914 in Wiesbaden) war ein preußischer Offizier, zuletzt General der Artillerie.

## Leben

### Herkunft
Er war der Sohn des Oberamtmanns und Gutsbesitzers Wilhelm Körber (* 5. September 1758 in Gorinnen, Kreis Graudenz) und dessen Ehefrau Julie, geborene Reuter (* 23. Januar 1788 in Gorinnen).

### Militärkarriere
Körber besuchte das Gymnasium in Halberstadt und ab 1841 die Höhere Bürgerschule in Graudenz. Anschließend trat er am 1. Januar 1844 als Kanonier in die 1. Artilleriebrigade der Preußischen Armee ein. Von Oktober 1844 bis Ende September 1846 war Körber zur Ausbildung an die Vereinigte Artillerie- und Ingenieurschule kommandiert, wurde in dieser Zeit zum Portepeefähnrich ernannt und nach dem erfolgreichen Abschluss am 22. Juni 1846 zum Sekondeleutnant und am 28. Juni 1856 zum Premier-Lieutenant befördert. Er kam am 31. Mai 1869 als Hauptmann in das 2. Artillerie-Regiment und am 1. Oktober 1860 zur 1. Artillerie-Brigade. Von dort kam er am 30. Oktober 1866 zum  Hannoverschen Feldartillerie-Regiment Nr. 10, wo er am 18. Juni 1869 zum Major befördert wurde.
Am 18. Januar 1871 wurde er als Major und Kommandeur der Reitenden Abteilung im Hannoverschen Feldartillerie-Regiment Nr. 10 mit dem Orden Pour le Mérite ausgezeichnet und am 16. Juni desselben Jahres in den erblichen Adelsstand erhoben. Am 19. Dezember 1871 wurde er als Lehrer an die Schießschule versetzt. Von dort kam er am 27. September 1873 in das Feldartillerie-Regiment Nr. 8 und am 9. Juni 1874 als Führer in das Feldartillerie-Regiment Nr. 20. Am 19. September 1874 zum Oberstleutnant befördert, wurde er am 21. Dezember 1874 Kommandeur des Regiments. Aber schon am 26. Juni 1875 wurde er als Kommandeur in das Feldartillerie-Regiment Nr. 6 versetzt. Er wurde am 22. März 1877 zum Oberst ernannt und kam anschließend am 22. September 1877 als Kommandeur in das 1. Garde-Feldartillerie-Regiment. Am 19. November 1878 wurde er in als Führer in die Garde-Feldartillerie-Brigade versetzt, am 24. Juni 1879 wurde er als Kommandeur bestätigt. Seine Beförderung zum Generalmajor erfolgte am 9. August 1883, am 21. November 1884 nahm er dann seinen Abschied.
Er kehrte aber am 18. September 1886 als Kommandeur der 1. Feldartillerie-Brigade zurück und wurde von dort am 9. Oktober 1886 als Inspekteur in die 8. Artillerie-Inspektion versetzt. Am 15. November 1887 wurde er zum Generalleutnant befördert und am 4. Dezember 1888 zur Disposition gestellt.

### Familie
Körber hatte sich am 9. November 1905 in Gardone Riviera mit Nanni, verwitwete Sölting, geborene Koch (* 17. August 1863 in Berlin) verheiratet.